# 星香那恵
星 香那恵（ほし かなえ、1995年11月14日 - ）は、日本の元女子バスケットボール選手である。ポジションはシューティングガード。

## 来歴
東京都出身。
千葉英和高校で全国大会に出場し、白鷗大でインカレ優勝。
2018年、日立ハイテク クーガーズにアーリーエントリーを経て加入。同年にはユニバーシアード日本代表候補にも選出される。
2025年引退。